# NGC 2375
NGC 2375 (również PGC 21035 lub UGC 3854) – galaktyka spiralna z poprzeczką (SBb), znajdująca się w gwiazdozbiorze Bliźniąt. Odkrył ją 20 lutego 1849 roku George Stoney – asystent Williama Parsonsa.